# Javier Horacio Umbides
Javier Horacio Umbides (* 9. Februar 1982 in Santiago del Estero) ist ein argentinischer Fußballspieler.

## Karriere
Umbides begann mit dem Profifußball 2003 bei Club Atlético Estudiantes und spielte hier bis zum Sommer 2007. Lediglich die Spielzeit 2004/05 verbrachte er als Leihspieler bei Defensores de Belgrano. 2007 verließ er Estudiantes und spielte der Reihe nach für jeweils eine Saison bei CSD Defensa y Justicia und den All Boys. 
2009 verließ er sein Land und wechselte in die griechische Super League zu Olympiakos Volos. Nach zwei Spielzeiten wechselte er innerhalb der Liga und einigte sich mit Aris Thessaloniki. 
Zur Saison 2012/13 wechselte er zum türkischen Erstligisten Orduspor.